# Regno ostrogoto
Il Regno ostrogoto, anche noto come il Regno d'Italia (in latino Regnum Italiae), venne fondato dal popolo germanico degli Ostrogoti nella penisola italiana e nelle zone confinanti tra il 493 e il 553. In Italia gli Ostrogoti subentrarono a Odoacre, il padrone de facto dell'Italia che aveva deposto l'ultimo imperatore d'Occidente nel 476. La penisola venne quindi organizzata in 17 distretti con a capo dei governatori che avevano ampi poteri fiscali, giuridici e civili. Tutti costoro rispondevano del proprio operato direttamente al prefetto del pretorio, che risiedeva a Ravenna e che era di nomina regia.

## Storia

### Contesto storico

#### Gli Ostrogoti

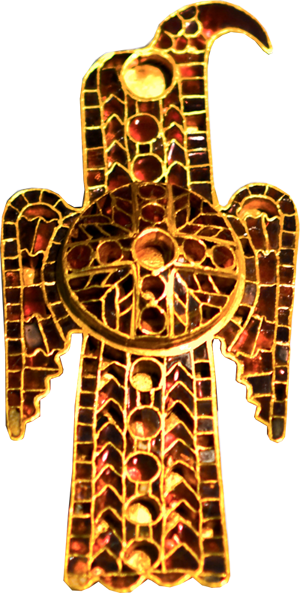
Fibula ostrogota

Gli Ostrogoti erano la branca orientale dei Goti. Si insediarono in Dacia, dove stabilirono un potente stato, ma durante il IV secolo caddero sotto il dominio degli Unni. Dopo il collasso dell'Impero degli Unni nel 454, molti Ostrogoti vennero spostati dall'imperatore Marciano in Pannonia con la qualifica di foederati. Nel 460, durante il regno di Leone I, dal momento che l'Impero romano smise di pagare la quota annuale, devastarono l'Illiria. Venne firmata la pace nel 461, in seguito alla quale il giovane Teodorico Amalo, figlio di Teodemiro della dinastia Amali, venne mandato a Costantinopoli come ostaggio, dove ricevette un'educazione romana. Negli anni precedenti molti Goti, guidati prima da Ardaburio Aspare e poi da Teodorico Strabone, prestarono servizio nell'esercito romano, diventando figure di primo piano in campo politico e militare alla corte di Costantinopoli.
Il periodo compreso tra il 477 e il 483 vide una lotta a tre tra Teodorico Amalo, che successe al padre nel 474, Teodorico Strabone e il nuovo imperatore bizantino Zenone. Nel corso di questo conflitto le alleanze cambiarono più volte, e buona parte dei Balcani vennero devastati. Alla fine, dopo la morte di Strabone avvenuta nel 481, Zenone scese a patti con Teodorico. Parte della Mesia e della Dacia vennero cedute ai Goti, e Teodorico venne nominato magister militum praesentalis e Console nel 484. Solo un anno dopo Teodorico e Zenone ripresero il loro conflitto, e di nuovo Teodorico invase la Tracia saccheggiandola. Fu allora che Zenone escogitò come placare il sovrano ostrogoto e contemporaneamente pacificare e riportare sotto l'ala bizantina il territorio italico, in mano a Odoacre: con la promessa del benestare imperiale sulla conquista, aizzò Teodorico contro il regno italiano di Odoacre.

#### Il regno di Odoacre
Nel 476 Odoacre, un magister militum germanico, depose l'imperatore romano Romolo Augusto autoincoronandosi rex Italiae ("Re d'Italia"), mentre restava ufficialmente sotto la sovranità dell'Impero bizantino. Questo fatto venne riconosciuto da Zenone nel 477, quando insignì Odoacre del rango di patrizio. Odoacre mantenne inalterato il sistema amministrativo, cooperando attivamente con il Senato romano, e il suo governo fu efficiente. Eliminò i Vandali della Sicilia tra il 477 e il 485, prima per vie diplomatiche poi con le armi, e nel 480 conquistò la Dalmazia in seguito alla morte di Giulio Nepote.

### La conquista dell'Italia da parte dei Goti

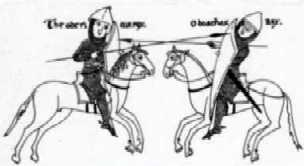
Il 30 settembre 489 Teodorico sconfigge Odoacre (antica pergamena)

Venne raggiunto un accordo tra Zenone e Teodorico in base al quale il secondo, in caso di vittoria, avrebbe governato l'Italia col titolo di rappresentante dell'imperatore. Teodorico e il suo popolo partirono da Novae in Mesia nell'autunno del 488, attraversando la Dalmazia e oltrepassando le Alpi Giulie, ed entrarono in Italia alla fine dell'agosto del 489. Il primo confronto con l'esercito di Odoacre si ebbe sul fiume Isonzo (Battaglia dell'Isonzo) il 28 agosto. Odoacre venne sconfitto e fuggì verso Verona, dove un mese dopo si svolse un'altra battaglia, conclusa con una vittoria gotica sanguinosa e schiacciante. Odoacre si ritirò nella capitale Ravenna, mentre il grosso del suo esercito guidato da Tufa si arrese ai Goti. Teodorico mandò Tufa e i suoi uomini da Odoacre, ma questi si riunirono al loro re. Nel 490 Odoacre fu in grado di organizzare una nuova campagna militare contro Teodorico, conquistando Milano e Cremona, e assediando la principale base gotica sul Ticino, Pavia. A questo punto intervennero i Visigoti; l'assedio venne tolto e Odoacre subì una nuova sconfitta sulle rive dell'Adda l'11 agosto 490. Odoacre tornò a Ravenna, mentre il Senato e numerose città italiane si consegnarono a Teodorico.
A questo punto fu il turno dei Goti di assediare Ravenna ma, dal momento che non disponevano di una flotta e che la città poteva essere rifornita via mare, l'assedio avrebbe potuto protrarsi all'infinito. Fu solo nel 492 che Teodorico ebbe una flotta a disposizione per poter conquistare il porto di Ravenna, tagliando completamente le sue connessioni con il mondo esterno. Gli effetti di questa azione si videro sei mesi dopo quando, tramite la mediazione di Giovanni, vescovo della città, incominciarono le negoziazioni tra le due parti. Venne raggiunto l'accordo il 25 febbraio 493, secondo il quale i due si sarebbero dovuti dividere l'Italia. Venne organizzato un banchetto per celebrare il trattato. Fu a questa festa che, il 15 marzo, Teodorico, dopo un brindisi, uccise Odoacre con le proprie mani. Seguì il massacro di tutti i soldati di Odoacre. A questo punto Teodorico divenne il padrone dell'Italia.

### Il regno di Teodorico il Grande

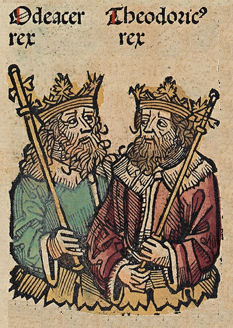
Odoacre e Teodorico (dalle Cronache di Norimberga)

#### La natura del regno di Teodorico
Come Odoacre, anche Teodorico poteva vantare il titolo di patrizio e rispondeva all'imperatore di Costantinopoli con la qualifica di viceré d'Italia, titolo riconosciuto dall'imperatore Anastasio nel 497. Contemporaneamente era a capo del proprio popolo, che non era composto da cittadini romani. In realtà agì con una certa autonomia, nonostante, a differenza di Odoacre, mantenesse ufficialmente la dipendenza da Bisanzio.
Il sistema amministrativo del regno di Odoacre, che in essenza corrispondeva a quello del precedente impero, venne mantenuto e gestito da soli cittadini romani, come ad esempio il letterato Cassiodoro. Il Senato continuò a funzionare normalmente, e le leggi dell'impero venivano riconosciute dalla popolazione romana, mentre i Goti venivano governati usando le proprie leggi.
Essendo un regnante subordinato, Teodorico non aveva il diritto di emanare proprie leggi (leges) nel sistema del diritto romano, ma solo editti (edicta) o precisazioni di alcuni dettagli. La continuità dell'amministrazione è dimostrata dal fatto che molti ministri esperti di Odoacre, come Liberio e Cassiodoro, vennero tenuti al vertice delle istituzioni nel nuovo impero.
La stretta cooperazione tra Teodorico e la classe dirigente romana incominciò a entrare in crisi negli anni seguenti, soprattutto dopo la ricomposizione della frattura ecclesiastica tra Roma e Costantinopoli, quando alcuni importanti senatori cospirarono contro l'imperatore. Questo portò all'arresto e all'esecuzione del magister officiorum Boezio e del fratellastro Simmaco nel 524.
Teodorico fu un uomo di grandi qualità e altruismo, e governò per trent'anni. Durante il suo regno l'Italia per 35 anni ebbe buone fortune e i suoi successori ereditarono la pace. Tutto quello che fece fu buono. Governò due stirpi contemporaneamente, Romani e Goti, e nonostante fosse egli stesso ariano non attaccò la religione cattolica; organizzò giochi nel circo e nell'anfiteatro, tanto che dai Romani venne chiamato Traiano o Valentiniano, due imperatori da cui aveva tratto l'ispirazione; e dai Goti, a causa dell'editto in cui definì la legge, venne giudicato degno dei migliori re.
Anonimoymus Valesianus, Excerpta II 59-60
D'altra parte, l'esercito e tutti gli ufficiali militari rimasero ad appannaggio dei Goti. I Goti erano insediati soprattutto in Italia settentrionale, e si tennero distanti dai Romani, tendenza rafforzata dai loro differenti destini: i Goti erano soprattutto ariani, mentre le persone che comandavano erano principalmente calcedoniani. Nondimeno, e a differenza di Visigoti e Vandali, esisteva un'ampia tolleranza religiosa, che venne estesa anche agli ebrei. La diplomazia di Teodorico viene ben dimostrata dalle sue lettere agli ebrei genovesi: "Il vero segno della civilitas è l'osservanza della legge. È questo che rende possibile la convivenza comunitaria, e che separa gli uomini dai bruti. Siamo lieti di accettare le vostre richieste di rinnovo dei privilegi garantiti a voi in precedenza..." e "Non possiamo imporre una religione, perché nessuno può essere obbligato a credere contro la propria volontà".

##### L'editto di Teodorico
Nel 500 lo stesso Teodorico emanò un editto nominato Edictum Theodorici Regis, composto da 154 articoli. Lo spirito alla sua base era di origine romana, così come le normative che lo componevano. Ad esempio, erano di estrazione latina quelle disposizioni che delegavano ai tribunali civili le cause di natura economico-sociale e a quelli militari le cause in campo bellico. Solitamente, i primi erano retti da magistrati romani e i secondi da generali goti. Difficilmente un romano compariva davanti a un giudice goto, a meno che l'altro contendente non fosse goto. In questi casi veniva affiancato un giudice di origine romana al magistrato di estrazione gota. Il codice di leggi promulgate da Teodorico, quindi, si basava essenzialmente sulla personalizzazione del diritto, ovvero: la legge applicata cambiava a seconda dell'appartenenza etnica.
I goti, secondo le leggi dell'hospitalitas, reclamarono un terzo dei territori di cui rivendicavano il possesso essendone rimasti gli unici difensori. Il sovrano era anche comandante supremo dell'esercito e lo richiamava alla mobilitazione generale, che avveniva solitamente nel distretto immediatamente più vicino al teatro bellico. I cittadini goti provvedevano personalmente al loro equipaggiamento, e i romani avevano l'obbligo di fornire ai militari di passaggio vitto e alloggio gratuito.
Il senato romano mantenne le prerogative "puramente onorifiche" attribuitegli verso la fine dell'impero. Aveva l'obbligo di offrire aiuto e sussidi alla plebe mediante distribuzioni settimanali di grano, e i due consoli davano il nome all'anno in corso. I senatori, in linea teorica, rappresentavano ancora la massima magistratura civile della città, ma in realtà Teodorico li mise sotto tutela del praefectus urbi (a sua volta dipendente dal prefetto del pretorio, di nomina regia), che estendeva la sua giurisdizione anche sulla nomina dei membri del senato.

#### Relazioni con gli stati germanici occidentali

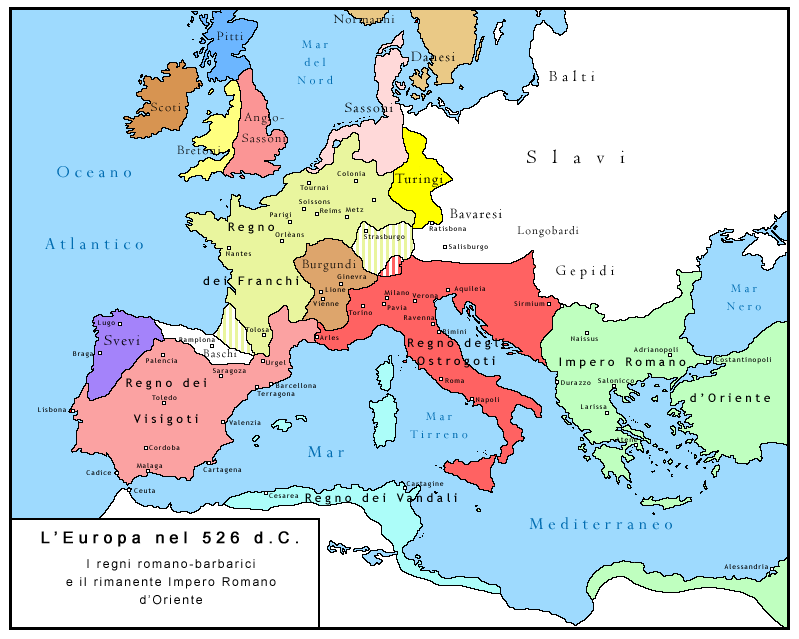
Impero di Teodorico - La mappa mostra i regni germanici nel 526, l'anno in cui morì Teodorico. Oltre all'Italia, la Dalmazia e la Provenza, regnò anche sui Visigoti.

Fu in politica estera, piuttosto che in quella interna, che Teodorico apparve come un governatore autonomo. Attraverso alleanze strette grazie ai matrimoni, tentò di guadagnarsi una posizione di primo piano tra gli stati germanici occidentali. Come disse Giordane: "...non vi fu razza tra i regni occidentali con cui Teodorico non abbia stretto amicizia o sottomesso durante la sua vita". Questo fu in parte dovuto a una cautela difensiva, e in parte per controbilanciare l'influenza dell'Impero. Le figlie vennero sposate al re Visigoto Alarico II e al principe Burgundo Sigismondo, la sorella Amalfrida sposò il re Vandalo Trasamondo, mentre egli stesso prese in moglie Audofleda, sorella del re Franco Clodoveo I.
Queste politiche non furono sempre coronate dalla pace: Teodorico si trovò in guerra contro Clodoveo quando quest'ultimo attaccò i domini dei Visigoti in Gallia nel 506. I Franchi vinsero in breve tempo, uccidendo Alarico durante la battaglia di Vouillé e sottomettendo l'Aquitania nel 507. A partire dal 508 Teodorico diede il via alle campagne in Gallia, riuscendo a salvare la Settimania per conto dei Visigoti, estendendo il dominio ostrogoto nella Gallia meridionale (Provenza) a spese dei Burgundi. Qui Teodorico ristabilì l'antica Prefettura del pretorio delle Gallie. Ora Teodorico aveva un confine condiviso con il regno visigoto dove, dopo la morte di Alarico, egli governava in qualità di tutore del nipote neonato Amalarico.
I legami familiari servirono a poco anche con Sigismondo che, essendo un seguace della chiesa Calcedoniana, coltivava stretti legami con Costantinopoli. Teodorico giudicò la cosa come una minaccia, e gli dichiarò guerra, ma i Franchi fecero la prima mossa invadendo la Burgundia nel 523, sottomettendola in poco tempo. Teodorico poté reagire solo espandendo i suoi domini in Provenza a nord del fiume Durance, fino all'Isère.
La pace con i Vandali, assicurata nel 500 grazie al matrimonio con Trasamondo, e i comuni interessi ariani contro Costantinopoli, collassò dopo la morte di Trasamondo avvenuta nel 523. Il suo successore, Ilderico, mostrò di preferire i cattolici di Nicea e, quando Amalfrida protestò, Ilderico fece uccidere lei e la sua corte. Teodorico stava preparando una spedizione vendicativa quando morì.

#### Relazioni con l'impero
Sta a noi, clemente imperatore, cercare la pace, visto che non ci sono motivi per odiarci.  [...] La nostra regalità è un'imitazione della vostra, modellata sui vostri buoni propositi, una copia dell'unico impero; e dal momento che vi seguiamo, eccelliamo sulle altre nazioni. Spesso mi avete costretto ad amare il Senato, per accettare cordialmente le leggi dei passati imperatori, per fonderci in una cosa unica con tutto il resto d'Italia. [...] C'è qualcosa oltre ai nobili sentimenti, all'amore per la città di Roma, per cui due principi, che entrambi governano in suo nome, non dovrebbero essere divisi.
Lettera di Teodorico ad Anastasio
Cassiodorus, Variae I.1
I rapporti di Teodorico con chi gli garantiva la nomina di reggente, l'impero romano d'Oriente, furono sempre tesi, sia in senso politico sia per ragioni religiose. Soprattutto durante il regno di Anastasio, questi problemi portarono a numerosi scontri, nessuno dei quali si trasformò in guerra. Nel 504-505 le forze di Teodorico lanciarono una campagna per riconquistare la Pannonia e la strategica città di Sirmio, in precedenza parte della Prefettura del pretorio d'Italia, occupata in quel periodo dai Gepidi. La campagna ebbe successo, ma portò anche a un breve conflitto con le truppe imperiali vinto dai Goti e dai loro alleati.
Lo scisma acaciano intercorso tra i patriarcati di Roma e Costantinopoli, causato dal supporto dell'impero all'Enotico e dalle credenze monofisiche di Anastasio, aiutarono Teodorico, visto che il clero e l'aristocrazia romana dell'Italia, guidata da Papa Simmaco, li contrastò con vigore. Per un certo periodo Teodorico non poté contare sul loro supporto. La guerra tra Franchi e Visigoti portò a nuove frizioni tra Teodorico e l'imperatore, visto che Clodoveo si presentò come campione della Chiesa Cattolica che combatteva contro gli "eretici" Goti ariani. Alla fine questo causò una spedizione navale ordinata da Anastasio nel 508, che devastò le coste dell'Apulia.
Con la salita al potere di Giustino I nel 518, vennero intraprese relazioni più armoniose. Eutarico, genero di Teodorico e successore designato, venne nominato Console nel 519, mentre nel 522, per celebrare la ricomposizione dello scisma acaciano, Giustino permise a entrambi i consoli di essere nominati da Teodorico. In breve tempo, un rinnovato clima di tensione portò a una legislazione Giustina contro l'arianesimo, e aumentarono le tensioni tra i Goti e il Senato i cui membri, come i Calcedoniani, divennero fedeli all'imperatore. I sospetti di Teodorico vennero confermati con l'intercettazione di un epistolario compromettente tra i principali senatori e Costantinopoli. In seguito a questo fatto venne imprigionato e ucciso Boezio nel 524. Papa Giovanni I venne mandato a Costantinopoli per mediare per conto degli ariani e, nonostante riuscì nella sua missione, al suo ritorno venne imprigionato e morì poco dopo. Questi eventi acuirono ulteriormente le tensioni del popolo contro i Goti.

### Morte di Teodorico e dispute dinastiche

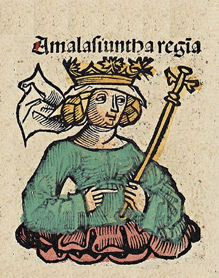
Amalasunta

Dopo la morte di Teodorico del 30 agosto 526, le sue conquiste incominciarono a collassare. Dopo la morte di Eutarico del 523, questi venne rimpiazzato del neonato nipote Atalarico, tutelato dalla madre Amalasunta come reggente. La mancanza di un erede forte portò a una rete di alleanze che condussero lo stato ostrogoto alla disintegrazione: il regno visigoto riconquistò la propria autonomia sotto Amalarico, i rapporti con i Vandali divennero ostili, e i Franchi incominciarono una nuova campagna espansionistica sottomettendo i Turingi, i Burgundi e quasi sfrattando i Visigoti dalla loro patria, la Gallia meridionale. La posizione di predominanza che il regno ostrogoto acquisì grazie a Teodorico in Europa occidentale passò ora ai Franchi.
Questo pericoloso clima esterno venne esacerbato dal debole governo. Amalasunta era stata educata dai Romani e intendeva continuare la politica di conciliazione tra Goti e Romani che suo padre avviò. Essa corteggiò il Senato e il nuovo imperatore Giustiniano I, fornendogli anche basi in Sicilia durante la guerra vandalica. Queste idee non trovarono sostegno tra i Goti, che inoltre non sopportavano l'idea di essere guidati da una donna. Protestarono quando lei fece impartire al figlio un'educazione romana, preferendo che il giovane Atalarico crescesse come un guerriero. Venne obbligata a fare a meno dei tutori romani, ma Atalarico si diede a una vita di sperperi ed eccessi trovando una morte prematura.
[Amalasunta] temeva di essere detronizzata dai Goti a causa della debolezza del suo sesso. Così dopo averci pensato a lungo decise [...] di chiamare il cugino Teodato di Tuscia, dove si era ritirato a vita privata, e lasciare che questi prendesse le redini del popolo. Ma egli non si ricordò della parentela e, dopo poco tempo, la fece trasferire da Ravenna a un'isola nel lago di Bolsena dove visse in esilio. Dopo aver passato molti giorni di dolore, venne strangolata in bagno dai suoi domestici.
Giordane, Getica 306
Venne creata una cospirazione tra i Goti con il fine di detronizzarla. Amalasunta decise di muovere battaglia contro di loro ma, per precauzione, preparò anche la fuga a Costantinopoli, e scrisse a Giustiniano chiedendo protezione. Decise di giustiziare i tre cospiratori, e la sua posizione rimase sicura finché, nel 533, la salute di Atalarico incominciò a peggiorare seriamente. Amalasunta si rivolse all'unico parente rimastole, il cugino Teodato, in cerca di aiuto. Nel frattempo mandò ambasciatori da Giustiniano proponendo di cedergli l'Italia. Giustiniano inviò uno dei suoi più abili agenti, Pietro di Tessalonica, per svolgere le negoziazioni, ma prima che questi entrasse in Italia Atalarico morì (il 2 ottobre 534), e Amalasunta dovette incoronare Teodato nel tentativo di assicurarsi la sua protezione, ma ottenendo di venire da lui deposta e imprigionata. Teodato, uomo pacifico, inviò subito dei messaggeri da Giustiniano per comunicargli la sua ascensione al trono, e per rassicurarlo riguardo alla salute di Amalasunta.
Giustiniano reagì offrendo il suo aiuto alla regina deposta, ma all'inizio di maggio del 535 la stessa venne giustiziata. Questo crimine fu un ottimo pretesto per Giustiniano, fresco della vittoria sui Vandali, per poter invadere il regno ostrogoto. Teodato tentò di evitare la guerra, spedendo messaggeri a Costantinopoli, ma Giustiniano era già pronto a reclamare l'Italia. Solo la rinuncia al trono di Teodato, e la consegna del suo regno all'impero, avrebbero evitato la guerra.

### Il crollo del regno ostrogoto

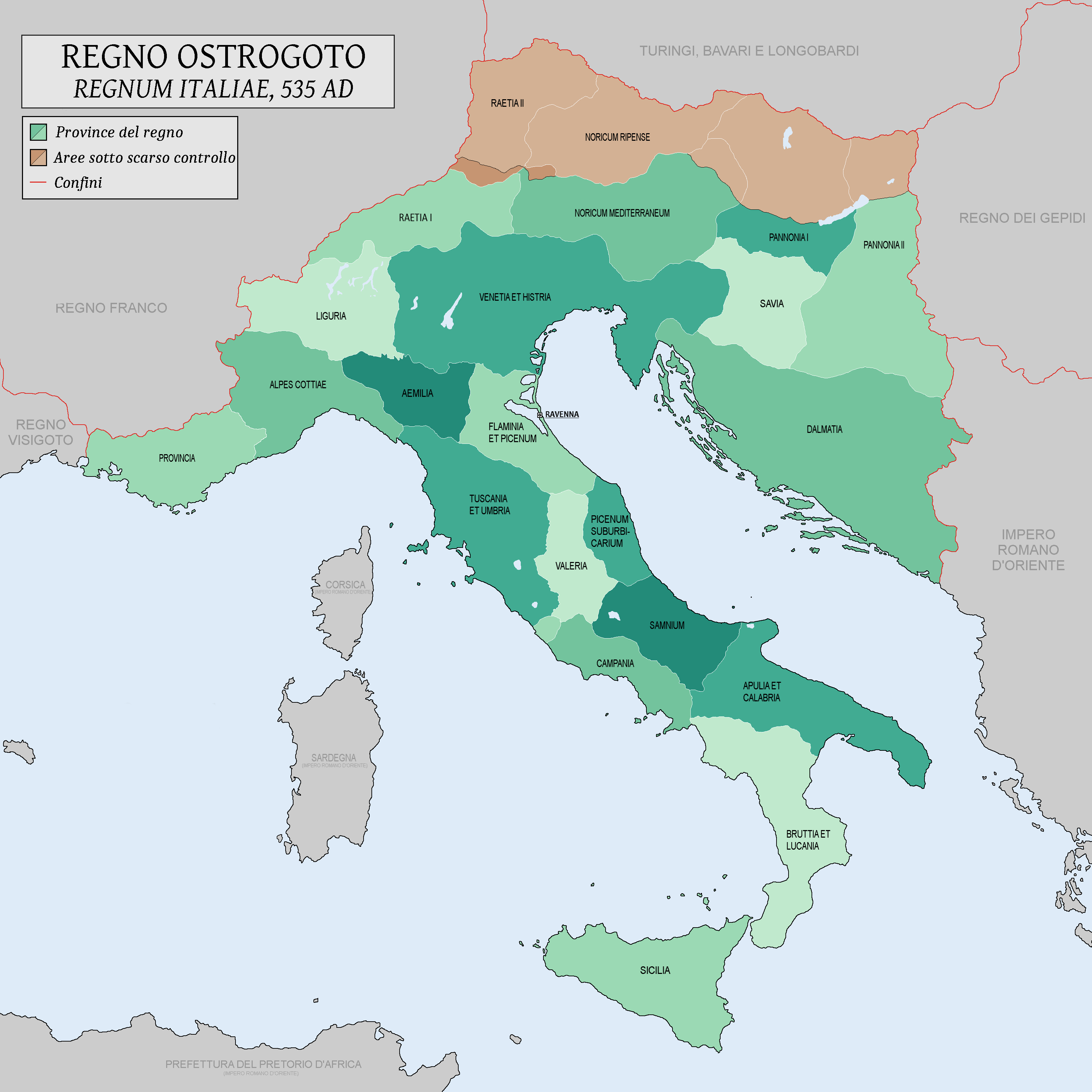
Il Regno ostrogoto al principio della Guerra gotica

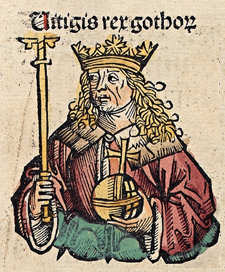
Vitige

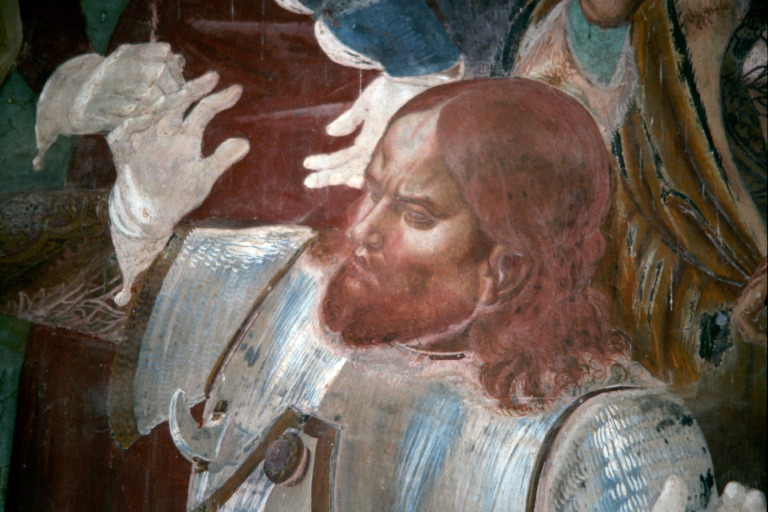
Totila

L'esilio e l'assassino di Amalasunta fu il casus belli che permise a Giustiniano di invadere l'Italia. Il generale incaricato di dirigere le operazioni fu Belisario, che da poco aveva combattuto con successo contro i Vandali. Per assolvere il nuovo incarico, Belisario chiese proprio a costoro di appoggiarlo nell'imminente guerra contro gli Ostrogoti.
Il generale bizantino conquistò velocemente la Sicilia, per poi occupare Rhegium (Reggio Calabria) e Napoli prima del novembre 536. A dicembre era a Roma, costringendo alla fuga il nuovo re dei Goti Vitige che da poco era stato chiamato a sostituire Teodato.
Rimase fermo a lungo a Roma poi, grazie a rinforzi giunti da Costantinopoli, il generale spedì Narsete a liberare Ariminum (Rimini), e Mundila (che batté i Goti a Pavia) a conquistare Mediolanum (Milano). I conflitti interni fra Narsete e Belisario fecero sì che Milano, assediata, dovette capitolare per fame venendo saccheggiata da 30.000 Goti che, guidati da Uraia, trucidarono gli abitanti (539).
Nel frattempo erano arrivati in Italia anche i Franchi e i Burgundi, discesi nella Pianura Padana al comando di Teodeberto. Belisario riuscì a espugnare Ravenna, capitale degli Ostrogoti e a catturare Vitige. Anche la presa di Ravenna fu violenta e distruttiva. I Goti tentarono di comprare Belisario offrendogli la corona, ma egli rifiutò. Giustiniano, spaventato, richiamò in patria Belisario lasciando campo libero ai Goti. In seguito alla caduta di Ravenna, la corte ed il tesoro regio furono portati a Pavia, dove Teodorico aveva fatto realizzare un Palazzo Reale.
Nel 541 salì al potere Totila, che si fece amici i popoli italici romanici grazie a una politica agraria di eguaglianza, riconquistando l'Italia settentrionale. Totila arrivò fino a Roma assediandola e conquistandola; per la sua difesa venne richiamato Belisario che la riprese nel 547. Giustiniano, dopo aver richiamato Belisario, lanciò nel 549 una nuova campagna di conquista dell'Italia, con a capo Germano. Durante la riconquista di Roma guidata da Narsete, Totila venne ferito nella Battaglia di Tagina e morì poco dopo. Il successore di Totila fu Teia che, sconfitto velocemente (553), fu anche l'ultimo re dei Goti.
La Prammatica Sanzione del 554 ricondusse tutti i territori dell'Italia sotto la legislazione dell'Impero bizantino, e reintegrò tutti i proprietari terrieri delle terre alienate dall'"immondo" Totila a favore dei contadini.

### Re del regno ostrogoto
- Teodorico il Grande (Thiudoric) 489-526
- Atalarico (Atthalaric) 526-534
- Amalasunta (Amalaswintha) 534-535
- Teodato (Thiudahad) 534-536
- Vitige (Wittigeis) 536-540
- Ildibaldo (Hildibald) 540-541
- Erarico (Heraric, Ariaric) 541
- Totila (Baduila) 541-552
- Teia (Theia, Teja) 552-553

## Cultura

### Architettura

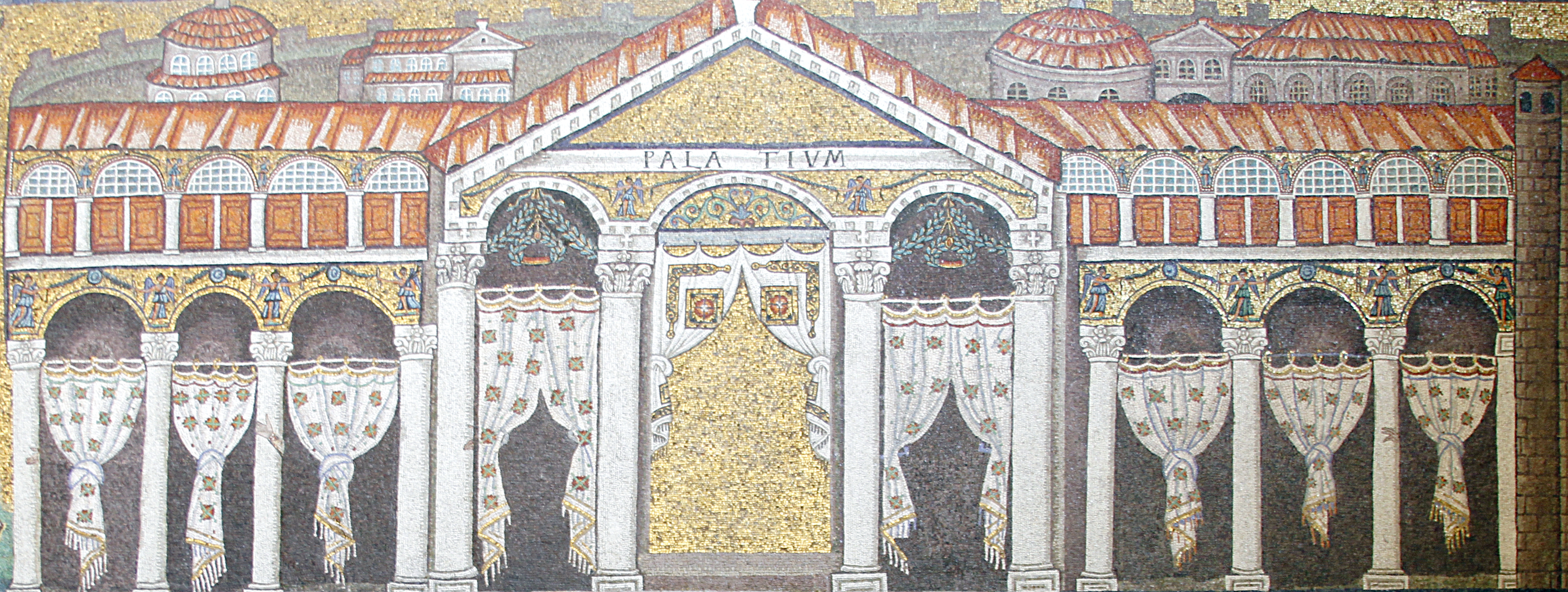
Il palazzo di Teodorico, rappresentato sulle mura di Sant'Apollinare Nuovo. Le figure tra le colonne, rappresentanti Teodorico e la sua corte, vennero rimosse dopo la riconquista dell'impero bizantino.

A causa della breve storia del regno, l'arte dei due popoli non subì una fusione. Sotto il patrocinio di Teodorico e Amalasunta, comunque, vennero svolti numerosi restauri di edifici dell'antica Roma. A Ravenna vennero costruite nuove chiese ed edifici monumentali, molti dei quali sono tuttora in piedi. La Basilica di Sant'Apollinare Nuovo, il suo battistero, e la Cappella Arcivescovile seguono uno stile architettonico tardo romanico, mentre il Mausoleo di Teodorico mostra elementi puramente gotici, tipo il mancato uso di mattoni a cui vennero preferiti blocchi di calcare istriano, o il tetto in monoblocco di pietra da 300 tonnellate.

### Letteratura
Buona parte dei lavori di letteratura gotica (redatti durante il regno ostrogoto) sono in lingua latina, nonostante alcuni dei più vecchi siano stati tradotti in greco e in gotico (ad esempio il Codex Argenteus). Cassiodoro, provenendo da un contesto diverso, ed egli stesso incaricato di compiti importanti nelle istituzioni (console e magister officiorum), rappresenta la classe dirigente romana. Come molti altri con le stesse origini, servì lealmente Teodorico e i suoi eredi, come descritto nelle sue opere del tempo. Il suo Chronica, usato in seguito da Giordane per il proprio Getica, e altri panegirici scritti da lui e da altri romani per i re Goti del tempo, vennero redatti sotto alla protezione dei signori Goti stessi. La sua posizione privilegiata gli permise di compilare il Variae Epistolae, un epistolario di comunicazioni di stato, che ci permette un'ottima conoscenza della diplomazia gotica del tempo. Boezio è un'altra importante figura del tempo. Ben educato e proveniente da una famiglia aristocratica, scrisse di matematica, musica e filosofia. Il suo lavoro più famoso, il De consolatione philosophiae, venne scritto mentre si trovava imprigionato con l'accusa di tradimento.

## Società

### Popolazione
La popolazione del regno ostrogoto era composta in gran parte da persone che vivevano già nelle regioni prima dell'arrivo degli Ostrogoti, con una minoranza effettivamente ostrogota. Sembra che pochi insediamenti ostrogoti siano stati stabiliti in Italia a sud di Roma e Pescara. Il Piceno e la parte settentrionale del Sannio furono aree di forte insediamento ostrogoto, così come le zone a ovest di Ravenna vicino a Milano e Pavia, oltre all'inizio delle Alpi. Piccoli insediamenti ostrogoti si verificarono in Dalmazia, nella Pannonia occidentale e in alcune aree della Tuscia.

### Economia e schiavitù
Le ville che esistevano nelle campagne venivano abbandonate o riutilizzate per nuovi scopi. L'agricoltura divenne più diversificata, con un maggiore utilizzo di colture forestali e l'allevamento di animali che divenne più comune. Durante il periodo ostrogoto, le città dell'entroterra divennero più isolate dal resto del mondo e dipendenti dalle aree di produzione locale. Le città lungo la costa italiana, invece, continuarono a ricevere commerci dal Nord Africa e da località del Mediterraneo orientale.
Nel Regno ostrogoto si praticava la schiavitù domestica, che era prevalente soprattutto nelle aree rurali. Gli schiavi conducevano una vita dura, con pochi diritti o privilegi, e "potevano essere trasferiti a piacimento da una proprietà all'altra". Un proprietario poteva uccidere uno schiavo se questi aveva rapporti sessuali con una vedova o causava un incendio. Gli schiavi non potevano legalmente sposarsi e non era permesso assegnarli ai contadini. La schiavitù continuò in Italia anche dopo la caduta del Regno Ostrogoto.

## Nella cultura di massa
- Nel 1876 Felix Dahn scrisse Ein Kampf um Rom, un romanzo storico ambientato durante la guerra tra Bizantini, Ostrogoti e nativi italici per il controllo dell'Italia dopo la morte di Teodorico. Ne è stato girato un adattamento per la televisione in due parti, uscite nel  1968. e nel  1969..
- Nel 1941 Lyon Sprague de Camp scrisse L'abisso del passato, una storia alternativa in cui un moderno archeologo viaggia involontariamente nel tempo fino a trovarsi nel regno ostrogoto, aiutando a stabilizzare la situazione in seguito alla morte di Teodorico, evitando la vittoria di Giustiniano.
- Guy Gavriel Kay ambientò la serie The Sarantine Mosaic nel periodo di poco precedente alla guerra gotica.
- Nel 1993 Gary Jennings scrisse Predatore, un romanzo che documenta la salita al potere di Teodorico e del regno ostrogoto visto con gli occhi di Thorn, il suo confidente ermafrodita.

### Fonti primarie
- Procopio, De bello Gothico, Volumi I-IV
- Giordane, De origine actibusque Getarum ("Origine e azioni dei Goti").  traduzione di Charles C. Mierow. URL consultato il 18 novembre 2019 (archiviato dall'url originale il 20 novembre 2009).
- Cassiodoro, Chronica
- Cassiodoro,  Varia epistolae ("Lettere"), presso il Progetto Gutenberg
- Anonymus Valesianus,  Excerpta, Par. II

### Fonti secondarie
- Edward Gibbon, History of the Decline and Fall of the Roman Empire Vol. IV, Capitoli  41 (archiviato dall'url originale il 20 gennaio 2008). e  43 (archiviato dall'url originale il 20 gennaio 2008).
- Thomas S. Burns, A History of the Ostrogoths, Boomington, 1984.
- John Bagnell Bury, History of the Later Roman Empire Vol. I & II, Macmillan & Co., Ltd., 1923.